# Michael Porter Jr.
Michael Lamar Porter Jr. (* 29. Juni 1998 in Columbia, Missouri) ist ein US-amerikanischer Basketballspieler, der bei den Brooklyn Nets in der NBA unter Vertrag steht. Bei einer Größe von 2,08 Metern wird er meist auf der Small-Forward-Position eingesetzt. 2023 gewann er mit den Denver Nuggets die NBA-Meisterschaft.

## Laufbahn
Porter stammt aus einer Basketballfamilie: Seine Schwester spielte an der University of Iowa, sein Vater, Michael Sr., an der University of New Orleans. Nach drei Jahren an der Father Tolton Catholic High School in Columbia (Bundesstaat Missouri) spielte Porter an der Nathan Hale High School in Seattle. In seinem Senior-Jahr erzielte er 36,2 Punkte sowie 13,6 Rebounds je Begegnung und führte seine Mannschaft mit einer Bilanz von 29 Siegen bei keiner einzigen Niederlage zum Gewinn der Meisterschaft in der Wettkampfklasse 3A im Bundesstaat Washington. Er wurde in die U18-Nationalmannschaft der USA berufen, gewann 2016 die U18-Amerikameisterschaft und stach beim „Nike Hoop Summit“ (in diesem Spiel steht eine US- einer Weltauswahl gegenüber) im Februar 2017 mit 19 Punkten hervor.
Porter hatte ursprünglich der Mannschaft der University of Washington seine Zusage gegeben, änderte aber seine Entscheidung und schloss sich der University of Missouri an, nachdem sein Vater als Co-Trainer von Washington zu Missouri gewechselt war. In seiner ersten und einzigen Saison an der University of Missouri kam Porter auf Grund von Rückenproblemen, die eine Operation nötig machten, nur in drei Spielen zum Einsatz und verbuchte dabei einen Punkteschnitt von 10,0 mit 6,7 Rebounds pro Partie.
Ende März 2018 gab Porter bekannt, die Universität zu verlassen und am Draft-Verfahren der NBA teilzunehmen. Dort wurde er an 14. Stelle von den Denver Nuggets ausgewählt.
Im August 2018 unterzog er sich einer zweiten Rückenoperation und kam deshalb während der Saison 2018/19 nicht zum Einsatz. Im Juli 2019 verletzte sich Porter erneut, diesmal war sein linkes Kniegelenk betroffen. In der Saison 2021/22 bestritt er wegen Rückenbeschwerden nur neun Spiele, Ende November 2021 musste er einen dritten Eingriff am Rücken vornehmen lassen. 2023 gewann er mit Denver den NBA-Meistertitel.
Im Sommer 2025 wurde Porter Jr. von den Denver Nuggets im Rahmen eines Spielertauschs zu den Brooklyn Nets transferiert.

## Erfolge
- 1× NBA-Meister: 2023

## Karriere-Statistiken

### NBA

#### Hauptrunde
| Saison  | Team   | GP  | GS  | MPG  | FG % | 3P % | FT % | RPG | APG | SPG | BPG | PPG  |
| ------- | ------ | --- | --- | ---- | ---- | ---- | ---- | --- | --- | --- | --- | ---- |
| 2019–20 | Denver | 55  | 8   | 16.4 | .509 | .422 | .833 | 4.7 | 0.8 | 0.5 | 0.5 | 9.3  |
| 2020–21 | Denver | 61  | 54  | 31.3 | .542 | .445 | .791 | 7.3 | 1.1 | 0.7 | 0.9 | 19.0 |
| 2021–22 | Denver | 9   | 9   | 29.4 | .359 | .208 | .556 | 6.6 | 1.9 | 1.1 | 0.2 | 9.9  |
| 2022–23 | Denver | 62  | 62  | 29.0 | .487 | .414 | .800 | 5.5 | 1.0 | 0.6 | 0.5 | 17.4 |
| 2023–24 | Denver | 81  | 81  | 31.7 | .484 | .397 | .836 | 7.0 | 1.5 | 0.5 | 0.7 | 16.7 |
| Gesamt  | Gesamt | 268 | 214 | 27.8 | 499  | .410 | .807 | 6.2 | 1.2 | 0.6 | 0.6 | 15.7 |

#### Play-offs
| Saison  | Team   | GP | GS | MPG  | FG % | 3P % | FT % | RPG | APG | SPG | BPG | PPG  |
| ------- | ------ | -- | -- | ---- | ---- | ---- | ---- | --- | --- | --- | --- | ---- |
| 2019–20 | Denver | 19 | 3  | 23.8 | .476 | .382 | .743 | 6.7 | 0.8 | 0.7 | 0.3 | 11.4 |
| 2020–21 | Denver | 10 | 10 | 33.2 | .474 | .397 | .810 | 6.2 | 1.3 | 1.1 | 0.3 | 17.4 |
| 2022–23 | Denver | 20 | 20 | 32.6 | .423 | .351 | .793 | 8.1 | 1.6 | 0.5 | 0.6 | 13.4 |
| 2023–24 | Denver | 12 | 12 | 36.9 | .466 | .407 | .769 | 6.8 | 1.1 | 0.9 | 0.8 | 15.8 |
| Gesamt  | Gesamt | 61 | 45 | 30.8 | .455 | .380 | .775 | 7.1 | 1.2 | 0.7 | 0.5 | 13.9 |